# 람베르투스 2세 스폴레텐시스
람베르토 2세(Lambert II of Spoleto, 870년/875년경 - 898년 10월 15일)는 카롤링거 왕조 출신의 스폴레토 공작, 이탈리아의 군주이다. 스폴레토 공작 구이도 3세의 아들이며 891년 5월 부왕에 의해 공동 황제로 선포되었다. 그러나 교황 포르모소는 그에게 왕관 수여를 거절했고, 동프랑크의 아르눌프에게 도움을 청하여 이후 이탈리아를 원정한 아르눌프와 여러 번 교전하였다. 896년 교황 포르모소에 의해 황제위를 박탈당하자 분개한 그는 포르모소 사후 자신들의 측근들을 시켜 포르모소의 묘소를 파헤쳐 시신을 상대로 재판을 하였다.
재위기간 내내 교황 포르모소의 구원 요청으로 이탈리아 원정을 한 아르눌프와 교전했고, 이탈리아 내부에서도 베렌가리오 1세와 제관 및 이탈리아 왕관을 놓고 경합하였다. 896년 2월 22일 교황 포르모소에 의해 폐위당했으나 898년경까지 이탈리아의 실질적인 통치자로 군림하였다. 병을 앓던 아르눌프가 이탈리아에 오래 체류하지 못하고 동프랑크 왕국으로 회군하자, 람베르토는 아르눌프 제관 수여의 무효화를 주장했지만 898년 10월 15일 피덴차 근처에서 사냥 도중 암살당했다. 그는 이탈리아에서 카롤링거 왕가의 카피툴라리아(Capitulary) 전통을 존중한 마지막 군주이기도 하다.

## 생애

### 공동 통치자 겸 공동 국왕

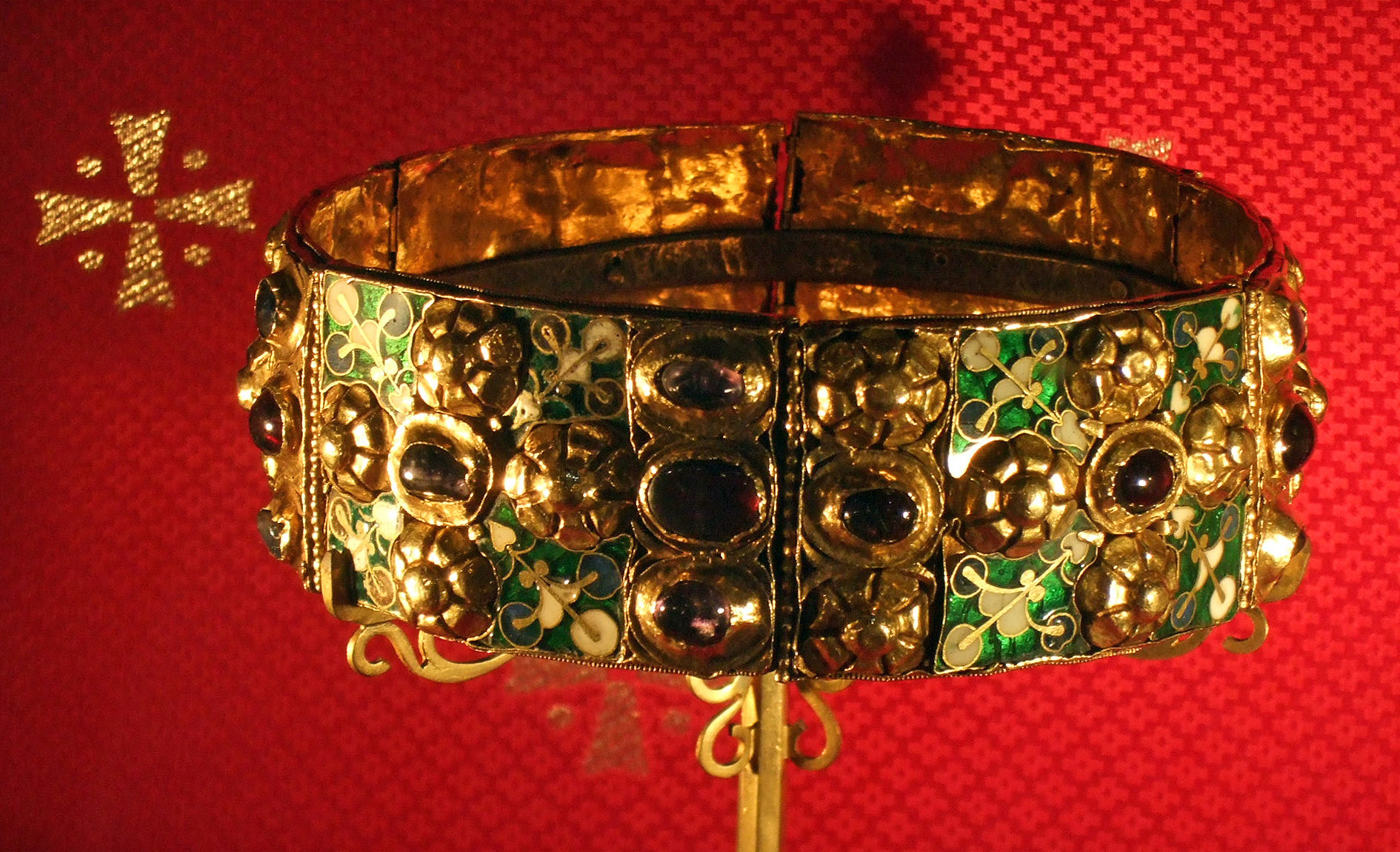
롬바르디아의 철제 왕관

람베르토 2세는 구이도 3세와 베네벤토 공작 아델히스의 딸 베네벤토의 아겔트루드의 아들이었다. 그의 증조모 롬바르디아의 아델라이드는 샤를마뉴의 아들 피피노 카를로만의 딸이었다. 또한 작은할아버지 낭트의 람베르토 3세의 부인 로틸데는 중프랑크 왕국의 황제 로타르 1세의 딸이었다. 그는 샤를마뉴의 아들 피피노 카를로만의 증외고손에 해당되어 계승권에서 멀었지만, 아버지 구이도가 888년 12월 이탈리아의 귀족들로부터 왕으로 선출되고, 신성 로마 제국 황제관을 수여받으면서 공동황제이자 황위 계승자가 되었다.
889년 아버지 구이도 3세는 이탈리아 파비아에서 귀족들에 의해 이탈리아의 왕으로 선출되었다. 왕세자가 된 람베르토는 889년 5월 제국의 섭정이자 이탈리아 왕국 섭정으로 임명된다. 왕권을 불안히 여긴 부왕 구이도는 교황에게 아들 람베르토의 축성과 제관 수여를 계속 요청했지만 번번히 거절당한다. 891년 5월 부왕 구이도 3세에 의해 파비아에서 공동 황제로 선포되었다. 교황 스테파노 5세에게 축성받고 바로 이탈리아의 왕이 되었다. 그러나 같은 해 교황 스테파노 5세가 죽고 포르모소가 새 교황이 되자 람베르토는 892년 4월 30일 아버지 구이도 3세와 함께 라벤나로 가서 제관을 요구했지만 교황 포르모소는 제관 수여를 거절했다. 람베르토와 그의 아버지 구이도 3세는 교황에게 피핀의 기증과 같은 형태로 영토를 헌납하겠다고 약속했지만, 교황 포르모소에게 거절당했다.

### 제관 수여 문제

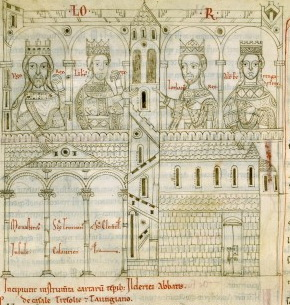
카사우리아에서 작성된 이탈리아의 네명의 왕 초상화, 좌로부터 우고, 람베르토 2세, 로타리오 3세, 베렝가리오 2세

892년 4월 30일과 8월 30일, 그리고 893년 초, 귀도 3세는 라벤나를 방문하여 교황 포르모소에게 아들 람베르토를 공동 황제로 인정해줄 것을 요청했으나 거절당했다. 귀도는 군사적 압력을 행사하여 교황 포르모소에게 아들 람베르토의 공동 황제를 추인하도록 강요했다. 귀도는 황제나 왕의 아들을 공동 통치자로 승인하는 법을 제정하려 했지만 실패했다. 교황 포르모소는 비밀리에 아르눌프에게 사람을 보내 도움을 호소하였다.
893년 교황 포르모소는 동프랑크의 레겐스부르크로 사절을 보내 동프랑크의 국왕 아르눌프에게 이탈리아를 해방시키고 로마를 구해 달라며 군사를 요청했고, 894년 초 아르눌프는 자신의 서자 츠벤티볼트와 함께 바이에른의 군대를 이끌고 알프스산맥을 넘어와 이탈리아를 공격했고, 프리울리의 베렝가리오 1세가 이들에게 합류했다.

### 동프랑크 군대와의 전쟁
아버지 구이도와 함께 아르눌프, 츠벤티볼트, 베렝가리오 1세의 연합군에 맞서 싸웠으나 패배했다. 그러나 이들은 곧 아버지 구이도의 뇌물로 그해 가을 동프랑크로 떠나보냈다. 894년 11월 공동통치자였던 아버지 구이도가 병사하자 유일한 황제이자, 이탈리아의 실질적 통치자가 되었다. 아버지 구이도 3세가 죽자 마자 아버지 구이도의 경쟁자였던 베렌가리오 1세는 다시 롬바르디아의 수도 파비아를 점령했지만 람베르토는 자신의 모후와 측근들의 강력한 지원으로 베렌가리오 군대를 다시 쫓아낼 수 있었다.
그러나 894년 초부터 아르눌프는 개인적으로 군대를 이끌고 알프스산맥을 넘어 이탈리아 북부의 포강까지 공략하였다. 람베르토는 아르눌프의 군대를 상대해야 했다. 그는 나이가 젊었지만 어머니 아겔트루드가 섭정 노릇을 하였다. 아겔트루드는 철저한 반(反) 독일주의자이기도 했다. 람베르토와 아겔트루드는 교황의 승인을 얻기 위해 로마로 갔다. 람베르토 모자가 로마로 갈 무렵 베렌가리오가 파비아를 점유한다. 람베르토는 다시 교황 포르모소에게 신성 로마 제국 황제관을 요구하지만 포르모소는 제관을 아르눌프에게 수여했고, 람베르토 일행을 산 탄젤로 성에 감금해버린다.
그는 집권기간 내내 이탈리아를 공략하려는 아르눌프와 베렝가리오 1세와 전쟁하였다. 토스카나의 아달베르토 2세는 파비아에 있으면서 베렝가리오 1세 군대를 공격하는 저격수 역할을 수행하였다. 그러나 896년 무렵에는 람베르토를 배신하고 아르눌프의 편에 서게 된다. 893년부터 아르눌프가 군사를 이끌고 오자, 람베르토는 선봉으로 아르눌프 군과 맞서 싸우기도 했다. 894년 부왕 구이도 3세가 죽자 신성로마제국의 황위를 계승하였다. 그러나 아르눌프의 침공은 계속되었고, 교황 포르모소에 의해 896년 2월 21일 황제위를 박탈당했다.

### 승인 거부
895년 1월 람베르토는 자신의 수도로 되돌아올 수 있었다. 같은 해에 그의 형제 구이도 4세는 비잔틴 제국에 도움을 얻어 스폴레토 지역을 점령했다. 람베르토는 정식 황제로 승인해줄 것을 촉구했고, 랭스의 풀크 주교는 침묵했다. 895년 9월 교황의 사절은 다시 아르눌프에게 도움을 청하기 위해 레겐스부르크에 도착했다. 10월 아르눌프는 두 번째 이탈리아 공략에 착수했다. 람베르토 2세는 아르눌프 군과의 전투를 회피하였고, 아르눌프는 토스카나의 귀족들 사이에서 지지를 모으고 있었다. 이때 람베르토 2세의 측근이었던 토스카나의 아달베르토 역시 아르눌프의 편에 가담했다. 이들은 람베르토와 아겔트루드를 찾아내려 했고, 896년 2월 21일에는 로마를 점령했다. 바로 포르모소에 의해 제관은 아르눌프에게 수여되었고, 람베르토는 황제직에서 면직이 선언되었다. 람베르토는 어머니 아겔트루드와 함께 스폴레토로 도주했다. 하지만 아르눌프가 뇌졸중과 중풍을 앓고 있었으므로 아르눌프의 군대는 곧 동프랑크로 되돌아갔고, 람베르토 2세는 곧 풀려났다. 이탈리아는 사실상 람베르토가 통치하고 있었다.
아르눌프가 중풍과 뇌졸중이 발병해서 다시 동프랑크로 돌아가자 이탈리아의 북동부 지역을 제외한 나머지 영역은 람베르토의 영향력 하에 있었다. 람베르토는 이탈리아 중부 지역을 오가며 이탈리아의 통치자임을 과시했다. 그는 파비아를 재탈환하여 마기눌프 등을 참수하였고, 동시에 10월과 11월 베렝가리오 1세에게 사람을 보내, 베렝가리오가 차지하고 있던 영역과 자신이 차지한 파비아 이남 지역에 경계선을 설정하고 이탈리아를 분할하여 서로의 주권을 인정하기로 하고, 포강에서 휴전을 선언하였다. 람베르토 2세와 베렝가리오 1세는 또한 베르가몬을 공유하기로 약속하고 베렌가리오 1세의 딸 기셀라와 결혼하기로 정략결혼동맹 약속을 체결하였다. 그러나 람베르토와 베렝가리오 1세의 일시적인 휴전과 정략결혼 동맹계획은 깨졌는데, 크레모나의 작가 리우르프란트는 이탈리아가 두 왕으로 인해 고통을 받는다고 지적했다. 이는 이런 저런 말을 낳다가 람베르토와 베렝가리오 1세의 동맹관계는 깨지게 된다.

### 시신 재판
896년 람베르토는 다시 교황 포르모소를 찾아갔지만 그해 4월 4일 포르모소는 병으로 죽었다. 황제관 박탈에 분개한 그는 포르모소 사후 자신들의 측근들을 시켜 포르모수스의 묘소를 파헤치기도 했다. 한편 람베르토는 아르눌프에게 협력했던 밀라노의 백작 마기눌프 등을 파비아에서 참수형에 처하는 등의 조치를 취하여 지지층의 이탈을 막기도 했다. 이어 교황 스테파노 6세를 사주하여 죽은 포르모소를 재판하는 이벤트를 벌이기도 했다. 죽은 교황 포르모소의 석관에서 시신을 꺼낸 뒤, 교황의 옷을 입히고 재판을 하였다. 그리고 심판관들이 죄를 물으면 포르모소 시신의 뒤에 있는 인물이 시신의 손가락을 움직이며 죄를 자복한다고 하는 식의 재판이었다. 이 재판에서 교황 스테파노 6세는 교황 포르모소의 교황 선출은 무효라는 판결을 내린다.
람베르토 2세와 교황 스테파누스 6세는 교황 포르모소의 시체에 교황 옷을 입히고 교황자리에 앉힌 뒤 교황 포르모소의 교황직을 폐하고, 그가 시행한 교회 훈령과 포르모소가 생전 수여한 성직자 임명을 전부 무효라고 선언했다. 곧이어 스테파누스는 포르모소의 시체를 로마시내 거리로 끌고 다녀 조리돌림을 한 뒤 테베레강에 던져 빠뜨리도록 명령함으로써 그 재판을 끝냈다. 그러나 898년 1월 정변이 발생해 교황 스테파노 6세가 퇴출당하고 요한네스 9세가 교황으로 즉위하면서 판결은 뒤집힌다. 교황 요한네스 9세는 즉위 직후 로마, 라벤나에서 공의회 소집을 명하고 교황 포르모소를 복권시켰으며, 교황 스테파노 6세는 교황 포르모소의 시체를 재판하여 그의 교황선출과 정책이 무효라고 선언한 것을 다시 뒤집었다. 교황 요한네스 9세가 소집한 공의회의 성직자들은 스테파노의 재판과 성직자 회의를 불법으로 규정하고 그 교령들을 파기했다. 또한 스테파누스와 그 일파에게 폐위당한 성직자들을 복권시켰다.
898년 2월 람베르토 2세는 라벤나에서 제국 의회를 소집, 70명의 주교단과 만나 891년의 자신의 즉위의 정당성을 강조하고, 아르눌프의 대관식 무효와 람베르토 2세의 제국 황제 지위의 적법성의 동의를 구하였다.

### 생애 후반
람베르토 2세는 아버지 구이도 3세의 "새로운 프랑크 왕국(Renovatio Francorum)"이라는 정책을 계승하면서, 동시에 선대 프랑크 왕들의 법령 역시 계승하였다. 람베르토 2세는 또 824년의 프랑크 황제 로타르 1세의 로마 헌장(Constitutio Romana) 부활을 선언했는데, 교황 요한네스 9세는 로타르의 로마 헌장을 다시 승인하여, 교황 선출 때 황제의 사절을 의무적으로 참석하도록 확정하였다. 898년 초, 람베르토 2세는 아버지 구이도의 정책을 명문화한 우티넨의 로마법(Lex Romana Utinensis)을 제정하였다. 895년 5월 아르눌프의 황제관 수여 무효를 선언했다. 그러나 이탈리아 북동부는 여전히 베렝가리오 1세의 세력이 강건했고, 그는 토스카나의 반항적인 아달베르토를 상대해야 했다.
898년 초가을, 그는 베렝가리오 1세와 교전했지만 패하였다. 그러나 베렝가리오는 파비아 남쪽으로 내려오지 못했고 여전히 이탈리아 중남부는 람베르토의 영향력 하에 있었다. 898년 10월 15일 사냥을 위해 파비아에 갔다가 밀라노 남부의 마렝고로 가서 사냥하였다. 사냥 도중 그는 피덴차의 보르도 산 도미노(Borgo San Donnino)에서 경쟁자가 보낸 자객에 의해 말 위에서 떨어져 낙마한 뒤 암살되었다. 크레모나의 주교 리우르프란트는 마기눌프의 아들 우고를 암살자로 지목했다.

### 사후
그의 시신은 곧 수습되어 파비아에서 피아첸차로 운구되어 팔라센티(Placentiae)에 매장되었다. 그는 아버지 구이도 3세와 함께 혼란에 빠진 틈을 타서 이탈리아의 왕위와 신성로마황제의 자리를 차지했다. 그러나 이는 곧 많은 제후들의 반발을 샀고, 많은 이탈리아와 독일의 제후들이 신성 로마 제국 황제위를 넘보는 원인이 되었다.
그의 죽음을 기점으로 이탈리아는 여러 통치자들이 난립하게 되었다. 람베르토에게는 남자 후계자가 없었으므로, 스폴레토 공작위는 그의 동생인 귀도 4세가 계승하였다. 그러나 귀도 4세는 동프랑크의 귀족가 출신인 알베리크 1세(Alberic I)에게 살해당하고 이후 스폴레토 공작직과 이탈리아 남부지역의 패권은 알베리크 가문과 마로치아 가문이 차지하게 된다. 한편 람베르토가 죽자마자 수일 안에 프리울리의 베렝가리오 1세가 파비아 이남 지역을 점령하였다. 이탈리아 북부는 베렝가리오 1세와 그의 경쟁자들이 난립하여 혼란이 발생하였다.

## 가족 관계
- 증조부 : 람베르토 1세(836년 사망), 낭트 백작
- 증조모 : 롬바르디아의 아델라이드, 피피노 카를로만의 딸, 샤를마뉴의 손녀
- 할아버지 : 귀도 1세(860년 사망), 스폴레토 공작
- 할머니 : 베네벤토의 이타, 베네벤토의 싸이코(Sico of Benevento) 딸
  - 백부 : 람베르토 1세
    - 사촌 : 귀도 2세
- 아버지 : 귀도 3세, 스폴레토 공작, 이탈이아의 왕, 황제
- 어머니 : 아겔트루드 드 토스카나(Ageltrude, 923년 8월 27일 사망), 베네벤토 공작 아델히스의 딸
  - 형제 : 귀도 4세, 스폴레토 공작
- 부인 : 아델라이드, 생캉탱과 페로네 백작 피핀의 딸, 피피노 카를로만의 증손녀

- 외할아버지 : 아델히스(Adelchis of Benevento, ? ~ 878년 5월), 베네벤토 공작
- 외할머니 : 아겔트루드(Ageltrude)
  - 외증조부 : 라델히스(Radelchis I of Benevento, 851년 사망), 베네벤토 공작
- 외삼촌 : 라델히스 2세(Radelchis II of Benevento, 907년 사망)

- 장인 : 피핀 2세(Pepin II de Senles, 815년/817년 - 850년/855년), 피피노 카를로만의 서손자

## 기타
그가 살해당했다고 본 리우트프란트는 다음과 같은 시를 남겼다.
| “ | praecipuo Francorum germinis ortus Lambertus fuit hic Caesar in Urbe potens Alter erat Constantinus, Theodosius alter Et princeps pacis clarus amore nimis. | ” |

## 같이 보기
- 케른텐의 아르눌프
- 신성 로마 제국
- 귀도 3세
- 귀도 1세
- 피피노 카를로만
- 스폴레토 공작가
- 이탈리아
- 교황 포르모소 시신 재판 사건

## 참고 자료
- Hartmut Becher: Lambert von Spoleto. In: Neue Deutsche Biographie (NDB). Band 13, Duncker & Humblot, Berlin 1982, ISBN 3-428-00194-X, S. 432 f.
- Georg Gresser: Lambert v. Spoleto. In: Lexikon für Theologie und Kirche. Band 6, Freiburg 1997, Sp. 617–618 (mit weiterführender Literatur).
- Herbert Zielinski: Lambert von Spoleto. In: Lexikon des Mittelalters (LexMA). Band 5, Artemis & Winkler, München/Zürich 1991, ISBN 3-7608-8905-0, Sp. 1623–1624.

| 전임 귀도 3세 | 이탈리아 왕 귀도 3세와 공동 (891-894) 아르눌프와 공동 (896-898) 891년 - 898년 | 후임 아르눌프 |

| 전임 귀도 3세 | 신성 로마 제국 황제 귀도 3세와 공동 (891-894) 아르눌프와 공동 (896-898) 891년 - 898년 | 후임 아르눌프 |